# Ману
Ма́ну или ману́ (санскр. मनु) — титул, которым в текстах индуизма называют прародителя человеческого рода. Ману — это также первый царь, правивший землёй и единственный человек, спасённый Вишну от всемирного потопа (см. Матсья). Ману обладают великим благочестием и мудростью.

## 14 Ману кальпы швета-вараха
Каждый Ману правит в течение периода времени, называемого манвантара. 14 манвантар составляют одну кальпу, или один день в жизни творца Вселенной — Брахмы. Ниже приводится список 14 Ману настоящей кальпы, называемой «Швета-вараха-кальпа» («цикл белого вепря»):
| №  | Бхагавата-пурана           | Брахма-пурана              | Линга-пурана               | Сканда-пурана              | Сканда-пурана (другой вариант) |
| -- | -------------------------- | -------------------------- | -------------------------- | -------------------------- | ------------------------------ |
| 1  | Сваямбхува                 | Сваямбхува                 | Сваямбхува                 | Сваямбхува                 | Сваямбхува                     |
| 2  | Сварочиша                  | Сварочиша                  | Сварочиша                  | Сварочиша                  | Сварочиша                      |
| 3  | Уттама                     | Уттама                     | Уттама                     | Уттама                     | Уттама                         |
| 4  | Тамаса                     | Тамаса                     | Тамаса                     | Тамаса                     | Тамаса                         |
| 5  | Райвата                    | Райвата                    | Райвата                    | Райвата                    | Райвата                        |
| 6  | Чакшуша                    | Чакшуша                    | Чакшуша                    | Чакшуша                    | Чакшуша                        |
| 7  | Вайвасвата (нынешний Ману) | Вайвасвата (нынешний Ману) | Вайвасвата (нынешний Ману) | Вайвасвата (нынешний Ману) | Вайвасвата (нынешний Ману)     |
| 8  | Саварни                    | Саварни                    | Саварни                    | Саварни                    | Саварни                        |
| 9  | Дакша Саварни              | Райбхья                    | Дхарма                     | Брахма-саварни             | Бхаути                         |
| 10 | Брахма Саварни             | Раучья                     | Саварника                  | Рудра-саварни              | Раучья                         |
| 11 | Дхарма Саварни             | Кумары                     | Писанга                    | Дакша-саварни              | Брахма-саварни                 |
| 12 | Рудра Саварни              | Кумары                     | Аписангабха                | Дхарма-саварни             | Рудра-саварни                  |
| 13 | Дева Саварни               | Кумары                     | Сабала                     | Раучья                     | Меру-саварни                   |
| 14 | Индра Саварни              | Кумары                     | Варнака                    | Бхаутья                    | Дакша-саварни                  |

Согласно Пуранам, в настоящее время мы живём в 7-ю манвантару Шраддхадевы (Вайвасваты) Ману.

## Генеалогия Сваямбхувы Ману
В Пуранах даётся следующая генеалогия первого Ману, Сваямбхувы:
1. Брахма или Сваямбху
2. Сваямбхува Ману, сын Брахмы и Гаятри[1] (в других вариациях: Шатарупы, Брахмани, Сарасвати или Савитри)
3. Уттанапада и Прияврата — сыновья Сваямбхувы Ману и Ананти[1]
4. Дхрува, Апасьяти, Апасьянта и Киритимана — сыновья Уттанапады и дочери Дхармы Сунриты (или Сунити)[1]; Агнитхра, Агнибаху, Вапушма, Дьютима, Медха, Медхатитхи, Бхавья, Савала, Путра и Ютишма — сыновья, Самрат и Кукши — дочери Приявраты и Камьи (дочери патриарха Кардамы)[2]
5. Шишта — сын Дхрувы и Дханьи[1]
6. Рипунджая, Крипа, Врита, Врика и Врикатеджаса — пять сыновей Шишты и дочери Агни Суччхаи[1]
7. Чакшу — сын Рипунджаи и Вирини[1]
8. Чакшуса Ману — сын Чакшу[1]

## Генеалогия Вайвасваты Ману
Пураническая генеалогия 7-го Ману, Вайвасваты:
1. Брахма
2. Маричи — один из десяти Праджапати, созданных Брахмой.
3. Кашьяпа — сын Маричи и Калы, считается отцом человечества.
4. Вивасван или Сурья — сын Кашьяпы и Адити.
5. Вайвасвата Ману, изначально Сатьяврата — сын Вивасвана и Самгьи.
6. Икшваку, Набхага, Наришьянта, Каруша, Пришадхра, Дхришта, Шарьяти, Прамшу и Набханедишта — девять сыновей Вайвасваты Ману, у которого также была дочь Ила[3].

## Тексты, приписываемые Ману
В традиции индуизма Сваямбхуву Ману принято считать автором таких текстов, как «Манава-грихьясутры», «Манава-шулбасутры» и «Ману-смрити». «Ману-смрити» принимается многими индуистами как сборник законов для последователей индуизма и рассматривается как наиболее древний и наиболее важный текст из всех Дхарма-шастр.